# Witchblade (serie televisiva)
Witchblade è una serie televisiva statunitense creata da Ralph Hemecker, basata sull'omonimo fumetto pubblicato dalla Image Comics-Top Cow, andata originariamente in onda sul network Turner Network Television e trasmessa in Italia su Duel TV e in chiaro su Italia 1.
Witchblade nasce come sexy eroina nei comic della Top Cow e nel 2000 diviene protagonista di un film per la televisione trasmesso da TNT, che aprirà la strada alla serie televisiva durata due stagioni per un totale di 23 episodi.

## Trama
Racconta di una detective (Sara Pezzini) alle prese con poteri speciali.
La Witchblade era un'arma stregata trascendente e mutaforma con una coscienza propria e con un proprio disegno, una propria tela, che poteva essere usata solo da donne che la stessa arma sceglieva in varie epoche se le riteneva degne. Nella trama della serie viene spiegato che fu indossata anche dalla stessa Giovanna d'Arco e da molte altre donne ma alcune pretendenti che non furono ritenute degne e che provarono ad indossarla "abusivamente" vennero duramente punite. In questa epoca ad essere scelta è stata Sara Pezzini, detective della omicidi di New York. Durante la serie imparerà a conoscere e a fidarsi di Witchblade che la aiuterà in modo determinante grazie ai suoi vari poteri a risolvere i casi che dovrà affrontare. Sullo sfondo qualcuno (Kenneth Irons) vuole controllare la Pezzini per controllare indirettamente i poteri di Witchblade e prova in ogni modo a manipolare Pezzini per raggiungere lo scopo senza però mai riuscirci in quanto Pezzini è in sostanza una donna tutta d'un pezzo, incorruttibile che fa quello che pensa con la propria testa e agisce secondo quel che dice la sua coscienza cosa che Witchblade pare apprezzare molto, motivo per cui si lega a lei in modo praticamente quasi indissolubile come nelle sue varie "incarnazioni" nelle varie epoche. Lungo la trama infatti si scopre che la Pezzini legata a Witchblade è molte delle donne che la hanno detenuta nel passato e nel presente quindi non è una loro reincarnazione ma è proprio lei ad essere persino la stessa Giovanna d'Arco. Ed attraverso visioni fuori dal tempo, uno di poteri accessibili dalla detentrice grazie a Witchblade, Sara Pezzini impara a conoscere e ad usare i poteri di Witchblade man mano che gli servono e che è pronta ad usarli, con livello di difficoltà crescenti fino al punto di metterla in condizioni di smascherare ed essere in grado di affrontare e sconfiggere veri e propri demoni o altre detentrici cattive e quindi non altrettanto degne come Lucrezia Borgia che detiene per un breve periodo l'arma stregata.
In pratica le varie "incarnazioni" della degna detentrice, ed in particolare fino da Giovanna d'Arco e fino ad arrivare a Sara Pezzini si passano per così dire il testimone imparando dalle precedenti con cui comunicano fuori dal tempo sul piano astrale o tramite visioni grazie proprio a Witchblade stessa in modo da capire ed imparare ad usare l'arma al meglio delle proprie capacità.

## Personaggi principali
- Sara Pezzini
- Danny Woo
- Ian Nottingham
- Kenneth Irons
- Capitano Bruno Dante
- Gabriel Bowman
- Vicki Po
- Conchobar
- Jerry Orlinsky

### Guest star
Tra gli attori ospiti della serie figurano:
- Laila Robins (2001, episodi Diplopia e Conundrum)

## Episodi
Gli episodi della serie televisiva Witchblade sono 11 per la prima stagione, 12 per la seconda per un totale di 23. In lingua originale i titoli di tutti gli episodi sono composti da una sola parola, come accade per gli episodi di Smallville.
| Stagione         | Episodi | Prima TV originale | Prima TV Italia |
| ---------------- | ------- | ------------------ | --------------- |
| Prima stagione   | 11      | 2001               | 2004            |
| Seconda stagione | 12      | 2002               | 2004            |

## Colonna sonora
La colonna sonora fu realizzata da Joel Goldsmith.